# Conan Gray
Conan Gray (Lemon Grove, San Diego megye, Kalifornia, 1998. december 5. –) ír és japán származású amerikai énekes, dalszövegíró és vlogger. YouTube-csatornájának köszönhetően lett híres, főként vlogokat tölt fel, de eredeti dalokat illetve feldolgozásokat is. Csatornája 2022 áprilisában 4,9 millió feliratkozóval rendelkezett.

## Élete és pályafutása
1998. december 5-én született Kaliforniában, a San Diego megyei Lemon Grove-ban, de a család egy ideig Hirosimában is lakott. Szülei elváltak. Hatodik osztályos volt, amikor édesanyjával és családjával Texasba költözött. 
2018-ban felvették a Los Angeles-i Kaliforniai Egyetemre, azonban tanulmányait szünetelteti, hogy zenei karrierjére koncentrálhasson.
Kilencévesen kezdett videókat készíteni. 2013. január 20-án kezdte el csatornáját ConanxCanon néven. Első feldolgozása a To Make You Feel My Love című dalból készült. Ezt majdnem két évvel később, 2014. november 20-án töltötte fel. 
Zenéinek zömét azokról a helyzetekről írta, amelyeken ő is keresztül ment, így a hangvételük szomorú. Az ilyen dalokkal az olyan embereket segíti, akik hasonló cipőben járnak. 
Sunset Season című középlemeze második helyezett volt a Billboard Top Heatseakers listáján. 2019-ben elnyerte a Shorty Awards legjobb YouTube-zenésznek járó díját.

## Diszkográfia
Stúdióalbumok
- Kid Krow (2020)
- Superache (2022)

Középlemezek
- Sunset Season (2018)

Kislemezek
- Idle Town (2017)
- Grow (2017)
- Generation Why (2018)
- Crush Culture (2018)
- The Other Side (2019)
- The King (2019)
- Checkmate (2019)
- Comfort Crowd (2019)
- Maniac
- The Story (2020)
- Wish You Were Sober (2020)
- Heather (2020)
- Telepath (2021)
- Memories (2022)
- Yours (2022)
- Disaster (2022)
- Never Ending Song (2023)
- Winner (2023)
- Killing Me (2023)

## További információ
- Hivatalos oldal
- Conan Gray a Facebookon
- Conan Gray az Internet Movie Database-ben (angolul)
- Conan Gray a Rotten Tomatoeson (angolul)